# Manita Hang
Manita Hang (en khmer : ហង្ស ម៉ានីតា), née le 7 septembre 1998 à Phnom Penh, est une mannequin et reine de beauté franco-cambodgienne qui a été couronnée Miss Univers Cambodge 2022. Elle représentera le Cambodge au concours Miss Univers 2022,.

## Biographie
Manita Hang est née d'un père français et d'une mère cambodgienne et est d'origine franco-cambodgienne. Elle parle couramment le khmer, le français et l'anglais. Sur le plan scolaire, Manita a fréquenté le Lycée français René-Descartes de Phnom Penh, au Cambodge. En décembre 2021, elle a obtenu une licence en comptabilité et finance à la CamEd Business School de Phnom Penh.

## Concours de beauté

### Miss Tourisme Cambodge 2015
Manita a commencé sa carrière dans les concours de beauté en 2015, elle a été couronnée Miss Tourisme Cambodge 2015.

### Miss Tourisme métropolitain international 2016
Le 18 novembre 2016, Manita a représenté le Cambodge à Miss Tourism International Metropolitan 2016 à l'hôtel Nagaworld de Phnom Penh et s'est classée troisième derrière Amanda Obdam, qui représentait la Thaïlande et est entrée dans le Top 10 de Miss Univers 2020.

### Miss Univers Cambodge 2022
Le 15 juin 2022, Hang a remporté le concours de Miss Univers Cambodge 2022 qui s'est tenu au studio de Bayon TV Steung Meanchey à Phnom Penh.

### Miss Univers 2022
En tant que Miss Univers Cambodge, Manita représentera le Cambodge à la compétition Miss Univers 2022.